# Eintrittseffekt
Der Eintrittseffekt (auch Gauß-Effekt oder Gauß-Eintrittseffekt nach Carl Joseph Gauß) ist das Absinken des Pulses (Bradykardie) bei einem Feten. Er tritt auf, wenn der Kopf des Feten durch das weibliche Becken tritt.